# Aujan-Mournède
Aujan-Mournède är en kommun i departementet Gers i regionen Occitanien i sydvästra Frankrike. Kommunen ligger i kantonen Masseube som tillhör arrondissementet Mirande. År 2022 hade Aujan-Mournède 90 invånare.

## Befolkningsutveckling
Antalet invånare i kommunen Aujan-Mournède
Referens:INSEE